# Opatów
Opatów (idiș אַפּטאַ) este un oraș în Polonia.

## Monumente
- Biserica Sfântul Martin din Opatów, edificiu construit în stil romanic (sec. al XIII-lea)